# Chandelier
Chandelier (englisch für Kronleuchter) ist ein Popsong der australischen Singer-Songwriterin Sia. Er wurde 2014 als erste Single aus dem bei Sony Music Entertainment erschienenen Album 1000 Forms of Fear  ausgekoppelt. Das Stück wurde von Sia und Jesse Shatkin geschrieben und von Shatkin und Greg Kurstin produziert.

## Inhalt
Im Text des Songs werden detaillierte Beschreibungen über die Denkprozesse und die damit verbundene Demoralisierung eines alkoholabhängigen „Party-Girls“ thematisiert.

## Musikvideo
Für das Musikvideo engagierte Sia die bei der Reality-Show Dance Moms entdeckte Tänzerin Maddie Ziegler, für die sie zusammen mit dem US-amerikanischen Choreografen Ryan Heffington eine Choreografie entwickelte. Bei den Dreharbeiten führten Sia und Daniel Askill Regie. Im Video tanzt die damals elfjährige Ziegler mit einer blonden Sia-Perücke in einer verlassenen Wohnung von Raum zu Raum.
Ziegler bekam die Vorgabe, die gesamte Choreografie in vier Tagen einzustudieren, schaffte es dann jedoch in ca. drei Stunden. Das Video wurde am 6. Mai 2014 veröffentlicht und ist auf YouTube seitdem über 2,77 Milliarden Mal (Stand Dezember 2024) aufgerufen worden. Es gewann bei den MTV Video Music Awards 2014 den Preis für die „Beste Choreografie“ und wurde für einen Grammy nominiert.
Zusätzlich zum offiziellen Director’s Cut des Musikvideos wurde ein ungekürzter Director’s Cut als sogenannte Extended Version vom Musikvideo erstellt, der einen verlängerten Anfang und einige zusätzliche Einstellungen am Ende enthält. Des Weiteren existiert eine komplett ungekürzte Version, die ohne Schnitte die komplette Choreografie getanzt von Ziegler in einer einzigen Kameraeinstellung zeigt, ein sogenanntes One-Shot-Video.

## Liveauftritte
Sia gastierte mit Chandelier in der The Ellen DeGeneres Show im Mai 2014 gemeinsam mit Maddie Ziegler und präsentierte das Musikvideo fast originalgetreu live auf der Bühne. Sie sang den Song bei Late Night with Seth Meyers im Juni 2014 und Girls-Hauptdarstellerin Lena Dunham tanzte dazu die Choreografie. Im Juli 2014 trat Sia bei Jimmy Kimmel Live! auf. Dabei lernten Kimmel und sein Co-Moderator Guillermo Rodriguez die Tanzchoreografie des Videos von Ziegler.
Ebenfalls im Juli 2014 präsentierte Sia den Song in der VH1 Sendung SoundClash zusammen mit ihren Liedern Elastic Heart und Big Girls Cry. Im Februar 2015 traten Sia und Ziegler zusammen mit der Schauspielerin und Komikerin Kristen Wiig auf und präsentierten den Song im Stile des Videos, aber mit einem veränderten Bühnenbild und neuer Choreografie bei den Grammy Awards 2015.

## Rezensionen
Chandelier erhielt überwiegend positive Kritiken von Musikkritikern, die Sias Songwriting und ihren Gesang lobten. In den USA erreichte die Single Platz 8 der Billboard Hot 100 und wurde Sias erste Single in den Hot 100. Bei den Grammy Awards 2015 war der Song in den Kategorien Song of the Year, Record of the Year und Best Pop Solo Performance, sowie das dazugehörige Musikvideo in der Kategorie Best Music Video nominiert.

## Kommerzieller Erfolg

### Chartplatzierungen
| ChartsChartplatzierungen       | Höchstplatzierung | Wochen |
| ------------------------------ | ----------------- | ------ |
| Australien (ARIA)              | 2 (45 Wo.)        | 45     |
| Deutschland (GfK)              | 10 (53 Wo.)       | 53     |
| Österreich (Ö3)                | 2 (42 Wo.)        | 42     |
| Schweiz (IFPI)                 | 2 (63 Wo.)        | 63     |
| Vereinigte Staaten (Billboard) | 8 (46 Wo.)        | 46     |
| Vereinigtes Königreich (OCC)   | 6 (114 Wo.)       | 114    |

| ChartsJahrescharts (2014)      | Platzierung |
| ------------------------------ | ----------- |
| Australien (ARIA)              | 6           |
| Deutschland (GfK)              | 43          |
| Österreich (Ö3)                | 27          |
| Schweiz (IFPI)                 | 9           |
| Vereinigte Staaten (Billboard) | 25          |
| Vereinigtes Königreich (OCC)   | 32          |

| ChartsJahrescharts (2015)      | Platzierung |
| ------------------------------ | ----------- |
| Australien (ARIA)              | 94          |
| Schweiz (IFPI)                 | 48          |
| Vereinigte Staaten (Billboard) | 90          |
| Vereinigtes Königreich (OCC)   | 42          |

| ChartsJahrescharts (2016)    | Platzierung |
| ---------------------------- | ----------- |
| Vereinigtes Königreich (OCC) | 81          |

| ChartsJahrescharts (2010–2019) | Platzierung |
| ------------------------------ | ----------- |
| Österreich (Ö3)                | 91          |
| Vereinigtes Königreich (OCC)   | 40          |

### Auszeichnungen für Musikverkäufe
| Land/Region                  | Auszeichnungen für Musikverkäufe (Land/Region, Auszeichnung, Verkäufe) | Verkäufe   |
| ---------------------------- | ---------------------------------------------------------------------- | ---------- |
| Australien (ARIA)            | 5× Platin                                                              | 350.000    |
| Belgien (BRMA)               | 2× Platin                                                              | 60.000     |
| Dänemark (IFPI)              | 3× Platin                                                              | 270.000    |
| Deutschland (BVMI)           | 3× Gold                                                                | 900.000    |
| Frankreich (SNEP)            | Diamant                                                                | 250.000    |
| Italien (FIMI)               | 5× Platin                                                              | 250.000    |
| Kanada (MC)                  | Diamant                                                                | 800.000    |
| Mexiko (AMPROFON)            | 2× Diamant                                                             | 600.000    |
| Neuseeland (RMNZ)            | 5× Platin                                                              | 150.000    |
| Norwegen (IFPI)              | 5× Platin                                                              | 200.000    |
| Österreich (IFPI)            | Gold                                                                   | 15.000     |
| Schweden (IFPI)              | 4× Platin                                                              | 160.000    |
| Schweiz (IFPI)               | Platin                                                                 | 30.000     |
| Spanien (Promusicae)         | 4× Platin                                                              | 240.000    |
| Vereinigte Staaten (RIAA)    | Diamant                                                                | 10.000.000 |
| Vereinigtes Königreich (BPI) | 5× Platin                                                              | 3.000.000  |
| Insgesamt                    | 2× Gold · 40× Platin · 5× Diamant ·                                    | 17.275.000 |

Hauptartikel: Sia (Sängerin)/Auszeichnungen für Musikverkäufe

### Auszeichnungen für Musikstreaming
| Land/Region          | Auszeichnungen für Musikverkäufe (Land/Region, Auszeichnung, Verkäufe) | Verkäufe   |
| -------------------- | ---------------------------------------------------------------------- | ---------- |
| Dänemark (IFPI)      | 2× Platin                                                              | 5.200.000  |
| Japan (RIAJ)         | Gold                                                                   | 50.000.000 |
| Spanien (Promusicae) | Platin                                                                 | 8.000.000  |
| Insgesamt            | 1× Gold · 3× Platin ·                                                  | 59.200.000 |

Hauptartikel: Sia (Sängerin)/Auszeichnungen für Musikverkäufe